# 3,3-二甲基己烷
3,3-二甲基己烷，结构简式CH3CH2C(CH3)2CH2CH2CH3，是辛烷的同分异构体之一。它是肉桂树皮用超临界二氧化碳的主要提取物，其含量仅次于反式肉桂醛。